# Artemisa (provincie)
Artemisa is samen met Mayabeque een van de twee in 2010 nieuw gecreëerde provincies van Cuba. Beide provincies zijn ontstaan nadat La Habana in tweeën werd gesplitst. De provincie bestrijkt een oppervlakte van 4000 km² en heeft een half miljoen inwoners (2015).

## Gemeenten
Artemisa bestaat sinds 2011 uit elf gemeenten (municipio): Alquízar, Artemisa, Bahía Honda, Bauta, Caimito, Candelaria, Guanajay, Güira de Melena, Mariel, San Antonio de los Baños, San Cristóbal. De provinciehoofdstad (capital de la provincia) is de stad Artemisa (ciudad de Artemisa).

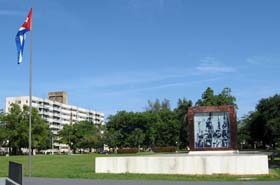
Het heldenmausoleum in Artemisa

Artemisa · Camagüey · Ciego de Ávila · Cienfuegos · Guantánamo · Granma · Havana · Holguín · Las Tunas · Matanzas · Mayabeque · Pinar del Río · Sancti Spíritus · Santiago de Cuba · Villa Clara